# Mark McKoy
Mark Anthony McKoy (Georgetown, 10 december 1961), is een Canadese-Oostenrijker atleet.

## Biografie
McKoy nam viermaal deel aan de Olympische Spelen en werd in 1992 olympisch kampioen. De eerste driemaal als Canadees en na een tweejarige afwezigheid in 1996 als Oostenrijker.
Sinds 1986 is hij houder van het indoor wereldrecord 50 meter horden (6,25 s). 

## Persoonlijke records
| Onderdeel   | Prestatie | Plaats            | Datum         |
| ----------- | --------- | ----------------- | ------------- |
| 100m        | 10,08s    | Villeneuve d'Ascq | 2 juli 1993   |
| 200m        | 20,96s    | Baton Rouge       | 23 maart 1985 |
| 110m horden | 13,08s    | Villeneuve d'Ascq | 2 juli 1993   |

## Palmares

### 60m horden indoor
- 1987:  WK - DNF
- 1991:  WK - 7,49 s
- 1993:  WK - 7,41 s
- 1995: 4e WK - 7,46 s

### 110m horden
- 1983: 4e WK - 13,56 s
- 1984: 4e OS - 13,45 s
- 1987: 7e WK - 13,71 s
- 1988: 7e OS - 13,61 s
- 1991: 4e WK - 13,30 s
- 1992:  OS - 13,13 s
- 1996: KF OS - 13,64 s

1896: Tom Curtis ·
1900: Alvin Kraenzlein ·
1904: Frederick Schule ·
1908: Forrest Smithson ·
1912: Fred Kelly ·
1920: Earl Thomson ·
1924: Daniel Kinsey ·
1928: Sydney Atkinson ·
1932: George Saling ·
1936: Forrest Towns ·
1948: William Porter ·
1952: Harrison Dillard ·
1956: Lee Calhoun ·
1960: Lee Calhoun ·
1964: Hayes Jones ·
1968: Willie Davenport ·
1972: Rod Milburn ·
1976: Guy Drut ·
1980: Thomas Munkelt ·
1984: Roger Kingdom ·
1988: Roger Kingdom ·
1992: Mark McKoy ·
1996: Allen Johnson ·
2000: Anier García ·
2004: Liu Xiang ·
2008: Dayron Robles ·
2012: Aries Merritt ·
2016: Omar McLeod ·
2020: Hansle Parchment ·
2024: Grant Holloway
- World Athletics: 14178302